# Diethard Finkelmann
Diethard Finkelmann, nemški rokometaš, * 15. julij 1941.
Leta 1972 je na poletnih olimpijskih igrah v Münchnu v sestavi zahodnonemške rokometne reprezentance osvojil šesto mesto.